# L'universo elegante
L'universo elegante. Superstringhe, dimensioni nascoste e la ricerca della teoria ultima è un libro del fisico Brian Greene pubblicato nel 1999.
È un saggio scientifico che introduce alla teoria delle stringhe e alle più recenti teorie della fisica delle particelle e della cosmologia ripercorrendo anche la storia della fisica recente come la meccanica quantistica e la teoria della relatività, per avere una migliore comprensione delle nuove teorie. Si può definire un testo di ampia divulgazione in quanto invece di partire dalle formule o da complesse dimostrazioni teoriche si addentra nella materia attraverso esempi tratti dalla vita quotidiana e facilmente comprensibili al pubblico più esteso possibile.
Il libro è stato finalista al Premio Pulitzer (General Nonfiction 2000) e ha vinto il Premio Aventis, il più prestigioso premio inglese per la saggistica scientifica.

## Contenuti
Partendo da una breve considerazione della fisica classica, che si concentra sui principali conflitti in fisica, Greene stabilisce un contesto storico per la teoria delle stringhe come mezzo necessario per integrare il mondo probabilistico del modello standard della fisica delle particelle e la fisica deterministica newtoniana del mondo macroscopico . Greene discute il problema essenziale della fisica moderna: l'unificazione della teoria della relatività generale di Albert Einstein e della meccanica quantistica. Greene suggerisce che la teoria delle stringhe sia la soluzione a questi due approcci conflittuali. Greene usa frequentemente analogie e esperimenti di pensiero per fornire ai profani un mezzo per venire a patti con la teoria che ha il potenziale per creare una teoria unificata della fisica.

## Edizioni
- Brian Greene, L'universo elegante - Superstringhe, dimensioni nascoste e la ricerca della teoria ultima, collana Super ET, Einaudi, 2005,  p. 396, ISBN 0-375-70811-1.